# Fiugajki (gmina Dąbrówno)
Fiugajki (niem. Fiugaiken) – osada w Polsce położona w województwie warmińsko-mazurskim, w powiecie ostródzkim, w gminie Dąbrówno. W latach 1975–1998 miejscowość administracyjnie należała do województwa olsztyńskiego.
W 1974 r. osada jako PGR Fiugajki należała do sołectwa Tułodziad (gmina Dąbrówno), razem z miejscowościami: PGR Bartki, wieś Tułodziad, PGR Pląchawy.